# ريبين سولاقا
ريبين غريب سولاقا عظمت (12 أبريل 1992) هو لاعب كرة قدم عراقي، يلعب في مركز قلب الدفاع في نادي أربيل في دوري نجوم العراق، والمنتخب الوطني العراقي.

## الحياة المبكرة
ولد في عنكاوا بأربيل لعائلة آشورية. وفي عام 2002، عندما كان في العاشرة من عمره، انتقل إلى السويد مع عائلته.

## مهنة النادي
بدأ لعب كرة القدم في إسكيلستونا سيتي [الإنجليزية]، ظهر لأول مرة عندما كان يبلغ من العمر 15 عامًا في الفريق الأول. وبعد موسم 2012 لم يجدد عقده مع النادي، وفي موسم 2013 وقع مع نادي دلكورد. وفي يناير 2014 وقع عقدًا لمدة ثلاث سنوات مع نادي ليونغسكايل. وفي فبراير 2015، شارك مع فريق سيريانسكا. في أغسطس 2015، تمت إعارته إلى الاتحاد الآسيوي لكرة القدم.

### إلفيروم
وقع مع نادي إلفيروم النرويجي لموسم 2016. وبعد موسم ناجح انتهى بالصعود إلى الدرجة الثانية، مدد عقده لموسم 2017. غادر النادي منتصف الموسم وانتقل إلى قطر.

### المرخية
في 9 يوليو 2017، وقع مع نادي المرخية القطري. ظهر لأول مرة في 16 سبتمبر، ولعب 90 دقيقة كاملة في فوز مفاجئ على نادي السد. واختير ضمن فريق الأسبوع لأدائه.

### رادنيتشكي نيش
وصل مؤخرًا إلى رادنيتشكي نيش، وأعرب المدرب ميلوراد كوسانوفيتش لإدارة النادي عن رغبته الرئيسية في تعزيز الدفاع، لذلك وقع النادي الصربي عليه في 30 أغسطس 2019، قبل يوم واحد من إغلاق نافذة الانتقالات في صربيا و معظم أوروبا.

### ليفسكي صوفيا
في يناير 2021، وقع عقدًا لمدة ستة أشهر مع ليفسكي صوفيا. وفي ربيع 2021 غادر النادي الذي كان يعاني من مشاكل مالية.

### سيول
في 21 فبراير 2024، انضم إلى نادي سول في دوري الدرجة الأولى الكوري الجنوبي.

## مهنة دولية
في 12 يونيو 2015، لعب مباراته الأولى مع منتخب العراق ضد اليابان في يوكوهاما، وانتهت المباراة بهزيمة 4-0. وكان حاضرا في الجولات النهائية لتصفيات العراق لكأس العالم 2018، والتي لم يتأهل فيها منتخب العراق إلى البطولة النهائية. وفي عام 2019، اختير ضمن تشكيلة المنتخب العراقي للمشاركة في كأس آسيا 2019.
في 20 فبراير 2022، أعلن اعتزاله كرة القدم الدولية لأسباب شخصية. وأعلن التراجع عن اعتزاله في 16 أغسطس 2023، وفي ديسمبر 2023، اختير ضمن تشكيلة المنتخب العراقي للمشاركة في كأس آسيا 2023 في قطر.

## الإحصائيات المهنية

### دولي
آخر تحديث 19 تشرين الثاني 2024.
| منتخب العراق | منتخب العراق | منتخب العراق | منتخب العراق |
| العام        | المباريات    | الأهداف      |              |
| ------------ | ------------ | ------------ | ------------ |
| 2015         | 1            | 0            |              |
| 2016         | 1            | 0            |              |
| 2017         | 8            | 0            |              |
| 2018         | 5            | 0            |              |
| 2019         | 7            | 0            |              |
| 2021         | 5            | 0            |              |
| 2023         | 6            | 0            |              |
| 2024         | 15           | 1            |              |
| المجموع      | 47           | 1            |              |

### الأهداف الدولية مع المنتخب
نتيجة العراق مدرجة أولًا. يشير عمود الهدف إلى النتيجة بعد كل هدف سجله ريبين.
|  | يشير إلى فوز العراق بالمباراة     |
|  | يشير إلى انتهاء المباراة بالتَّعادل |
|  | يشير إلى خسارة العراق في المباراة |

| #  | التاريخ       | المكان                         | الخصم  | الهدف | النتيجة | المسابقة      |
| -- | ------------- | ------------------------------ | ------ | ----- | ------- | ------------- |
| 1. | 24 يناير 2024 | استاد جاسم بن حمد، الريان، قطر | فيتنام | 1–1   | 3–2     | كأس آسيا 2023 |

## الإنجازات
بوريرام يونايتد
- الدوري التايلاندي الممتاز (2): 2021–22، 2022–23
- كأس الاتحاد التايلاندي (2): 2021–22، 2022–23
- كأس الدوري التايلاندي (2): 2021–22، 2022–23

## روابط خارجية
- ريبين سولاقا  على سكروي
- ريبين سولاقا في موقع اتحاد النرويج لكرة القدم ((بالنرويجية))